# Плач о пленении Московского государства…
«Плач о пленении Московскаго государства, како наведе на ны, грешныя, Господь Бог праведный гнев свой, грех ради наших беззаконных, и како разорися великая Россия попущением Божиим от неверных язык и от междоусобныя брани, и о излиянии крови многия християнския греческаго закона сынов руских» — памятник древнерусской литературы 1673 года, посвящённый Смутному времени.

## История и содержание
Автор неизвестен. «Плач» содержит указание на дату его написания — 1673 год: «182 года сентября 1 день о Растриге у Трегубова». Представляет собой компиляцию, составленную на основе источников, написанных в первой четверти XVII века, главный из которых — «Плач о пленении и о конечном разорении Московского государства», из которого был взят полный текст и название произведения. От своего предшественника «Плач» 1673 года отличается идейным содержанием, утратой признаков жанра «плача»: торжественность произведения не сочетается с отчаянием текста «Плача» 1612 года. Среди других источников: «Русский Хронограф» в редакции 1617 года, «Повесть, како восхити неправдою на Москве царский престол Борис Годунов и како на него попусти Господь Бог врага и поругателя, еретика розстригу Гришку Отрепьева, мстя неповинное кровопролитие новаго своего страстотерпца благовернаго царевича князя Дмитрия Углецкаго», «Повесть книги сея от прежних лет», «Сказание и повесть, еже содеяся в царствующем граде Москве и о разстриге Гришке Отрепьеве, и о похождении его», «Повесть о видении некоему мужу духовну», «Житие Димитрия Углечского», грамоты 1606 года. «Плач» содержит обвинения в адрес Бориса Годунова, повинному в убийстве царевича Дмитрия, разоблачения Лжедмитрия I и Лжедмитрия II, злодеяния интервентов. «Плач» заканчивается вестью об освобождении Москвы от поляков и избранием нового царя Михаила Романова. Памятник сохранился в единственном списке, входящем в сборник ГИМ, собрание Уварова, № 896.